# Parco naturale regionale di Piana Crixia
Il parco naturale regionale di Piana Crixia è un'area naturale protetta che si trova in Liguria nella provincia di Savona, quasi al confine con le province di Cuneo, Asti e Alessandria.
Il parco, sito interamente nel comune di Piana Crixia, venne istituito con legge regionale nel 1985.
Il territorio è caratterizzato da calanchi e caratteristici funghi di pietra. Esiste anche un castagno di 252 anni, datato 1770 e censito dal Ministero delle politiche agricole alimentari e forestali

## Galleria d'immagini

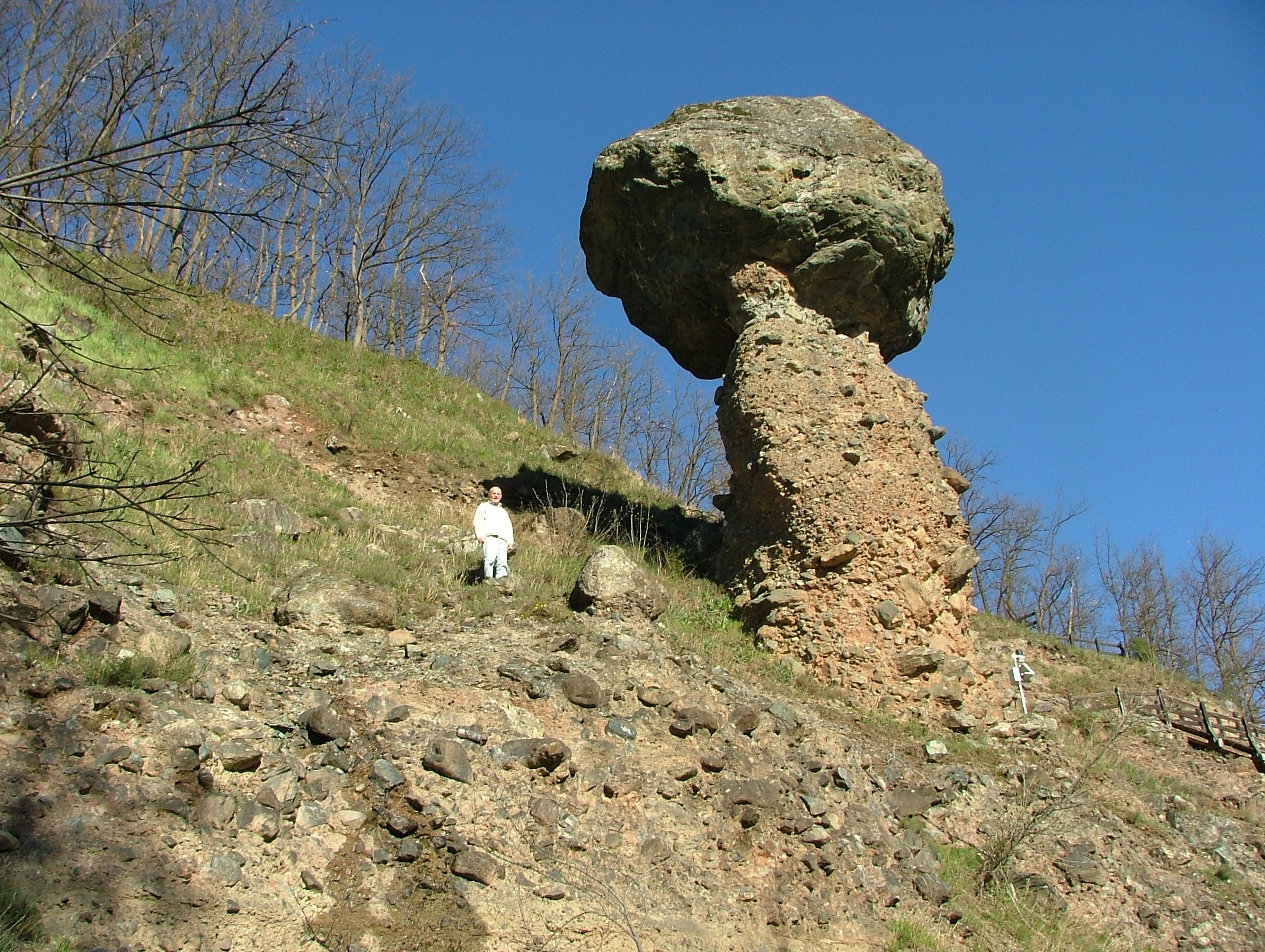
Il fungo di pietra
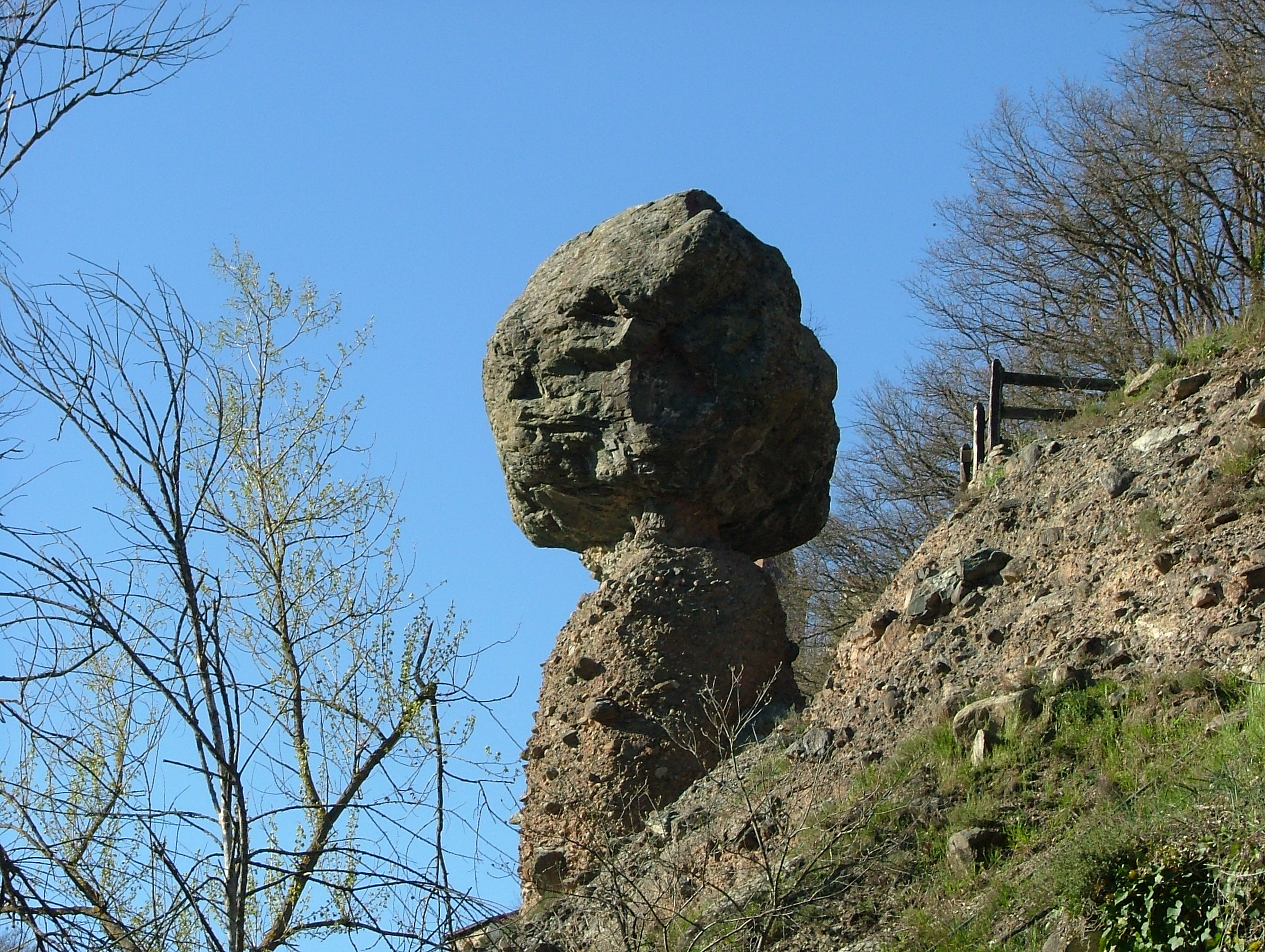
Altra immagine